# Szederaknázó sörtésmoly
A szederaknázó sörtésmoly (Emmetia marginella) a valódi lepkék alrendjének Heteroneura alrendágába sorolt foltaknás sörtésmolyfélék (Tischeriidae) családjának képviselője.

## Elterjedése
Európai és észak-afrikai faj, hazánkban általánosan elterjedt.

## Megjelenése
Szárnya agyagsárga, barna mintázattal. A szárny fesztávolsága 8–10 mm.

## Életmódja
Évente egy nemzedéke nő fel; a lepkék május–júniusban repülnek. Főként nappal aktívak, de éjszaka a mesterséges fény is vonzza őket.
Tápnövényei a málna- és szederfélék (Rubus nemzetség). A hernyó ősszel rágja ezek leveleibe nagy, fehéres vagy barnás, szélén gyakran vöröses foltaknáit.

## Külső hivatkozások
- Mészáros Zoltán – Szabóky Csaba: A magyarországi molylepkék gyakorlati albuma. Budapest: Agroinform. 2005.  arch Hozzáférés: 2018. április 6. (PDF)